# Галичано (Ређо ди Калабрија)
Галичано је насеље у Италији у округу Ређо ди Калабрија, региону Калабрија.
Према процени из 2011. у насељу је живело 92 становника. Насеље се налази на надморској висини од 610 м.